# АФУС
52°28′50″ пн. ш. 13°15′05″ сх. д. / 52.48056° пн. ш. 13.25139° сх. д.
АФУС (нім. AVUS, скорочено від нім. Automobil-Verkehrs und Übungs-Straße — «дорога для автомобільного руху та вправ») — колишня гоночна траса, прокладена між районами Берліна Шарлоттенбург і Ніколасзеє. У наш час[коли?] АФУС переобладнано в автошлях і він є частиною автобану . Траса використовувалась для перегонів Гран-прі і Формули-1, зокрема, на ній пройшов етап офіційного чемпіонату світу — Гран-прі Німеччини сезону 1959 року.
Трек мав незвичну конфігурацію: дві паралельні прямі, що проходили поряд, на кінцях з'єднувались двома віражами, що називались «Північною петлею» (нім. Nordschleife) та «Південною петлею» (нім. Südschleife). З 1937 по 1967 рік Північна петля мала вигляд крутого бенкінгу, з нахилом у 43°, бенкінг на Південній петлі планувався, але не був збудований. Початкова довжина треку становила 19,5 км, але пізніше довжина зменшувалася: до 8,3 км, 8,1 км (без бенкінгу), а потім до 4,8 км та 2,6 км. Південна петля через це неодноразово зміщувалась.

## Історія

### Побудова
Ідея створити в Грюневальдському лісі трасу для автогонок та промислового тестування, яка в звичайний час могла стати платним шосе, народилася в Автомобільному клубі Німеччини (нім. Automobilclub von Deutschland) (AvD) ще у 1907 році. Але нестача коштів затримувала старт будівництва протягом шести років до повної її зупинки у 1913 році. Під час Першої світової війни будувати трасу почали російські військовополонені, але закінчити її до завершення війни не вдалося. Відновлення робіт та закінчення будівництва траси було профінансовано промисловцем Уго Стіннесом. Траса була відкрита у вересні 1921 року. На момент відкриття траса була довжиною 19,5 км (12 миль) і складалася з двох прямих, шириною 8 м та довжиною 9,5 м кожна, що були розділені зеленою смугою шириною 8 м. Сполучалися ці прямі широкими пласкими віражами, рухалися машини по треку проти годинникової стрілки. 
У день відкриття, 24 вересня 1921 року, відбулися перші змагання. Фріц фон Опель на автомобілі своєї фірми розвинув швидкість 128,840 км/год.

### Довоєнні роки

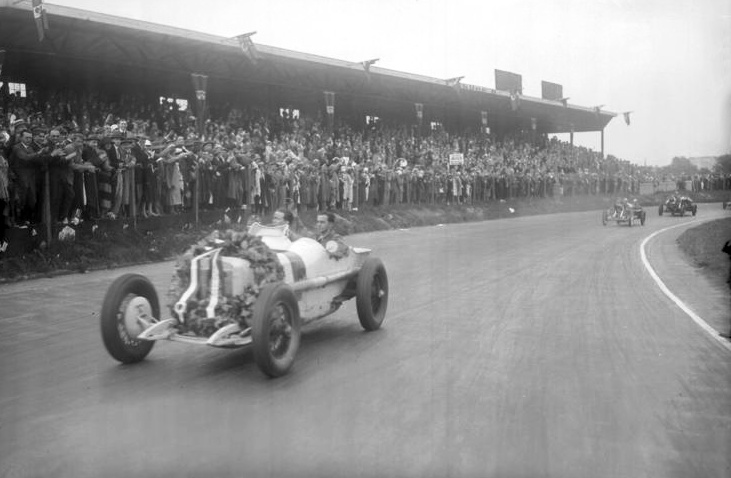
Каррачіола (ліворуч) та Зальцер святкують перемогу у Гран-прі Німеччини 1926 року.

У 1926 році АФУС приймає Перше Гран-прі Німеччини серед спортивних автомобілів. На перегони зібралося подивитися 230 тисяч глядачів. Перемогу під сильним дощем за кермом Мерседес-Бенц здобуває продавець з дрезденського дилерського центру Даймлер-Бенц, майбутній найкращий автогонщик довоєнної Німеччини — Рудольф Караччіола. Заводська команда Мерседес-Бенц відмовилась брати участь у цьому Гран-прі: через бажання збільшити експорт своїх автомобілів, керівництво компанії вирішило взяти участь у престижніших перегонах, Гран-прі Сан-Себастьяна, що того року входив у залік Чемпіонату світу серед конструкторів автомобілів. Караччіола та Адольф Розенберг домовились з керівництвом Мерседеса про оренду автомобілів для участі у перегонах за умови, що вони будуть брати участь як незалежні учасники і у разі невдачі «ганьба» буде тільки на пілотах, а не на команді.   
На старті машина Караччіоли заглохла, він разом зі своїм другим пілотом Зальцером через деякий час рушили її з місця, але втрата у часі була більше однієї хвилини. Вони почали наздоганяти своїх суперників, коли розпочався дощ. Автомобілі багатьох гонщиків не змогли втриматися на вологій трасі. На восьмому колі Росенберг не втримався у Північній петлі, вилетів з траси, врізався у маршальську будку і вбив трьох чоловік. Через дощ та туман Караччіола прийшов першим, але сам не відразу зрозумів це, тому перемога стала несподіваною для нього. Переможець отримав 17 тисяч марок і неофіційний титул Regenmeister — «майстер дощу».
Наступне Гран-прі Німеччини АФУС прийняв тільки у 1959 році. З 1927 року Гран-прі Німеччини перемістилися на нову трасу Нюрбургринг. Але перегони класу Гран-прі АФУС продовжив приймати під назвою Avusrennen. Переможцями цих перегонів стають: Караччіола, Манфред фон Браухіч, італієць Акілле Варзі, француз Гай Молл, Луїджі Фаджіолі. 
У 1936 році відомий німецький гонщик Отто Мерц запропонував на АФУСі зробити найшвидшу трасу у світі. Для цього вирішили зробити бенкінг на Північній петлі з кутом нахилу в 43°, який вимостили торцевою цеглою — клінкером. Бенкінг згодом отримав у народі назву «Стіна смерті», зокрема за те, що бенкінг не закінчувався ніяким бар'єром чи відбійником — при неправильному розрахунку траєкторії пілотом машину просто виносило за межі треку. Роботи розпочалися у цьому ж році і автомобільні перегони на трасі не відбувались. Але в рамках Літніх Олімпійських ігор, що проходили у Берліні, АФУС прийняв змагання велосипедистів-шосейників, марафонців та майстрів спортивної ходьби.

Порівняння нахилу бенкінгу на трасах АФУС, Дайтона та Індіанаполіс.

У результаті реконструкції з'явилась єдина в історії Гран-прі траса, на якій боліди могли розганятися до максимальної досяжної для машини швидкості. Однією з цілей організаторів перегонів 1937 року було підтвердження статусу найшвидшої траси. Для нацистської Німеччини пропаганда та всілякі світові рекорди мали неабияке значення. У 1935 році Фаджіолі встановив тут рекорд середньої швидкості — 238,5 км/год. У той час на трасі Індіанаполіс тогочасні американські боліди показували в середньому 175 км/год на колі.

## Переможці Гран-прі на трасі АФУС
Рожевим кольором відмічені перегони Гран-прі, які не є етапами чемпіонату світу в класі Формула-1.
| Рік  | Офіційна назва                   | Пілот               | Конструктор   | Результат |
| ---- | -------------------------------- | ------------------- | ------------- | --------- |
| 1959 | XXI Großer Preis von Deutschland | Тоні Брукс          | Феррарі       | Результат |
| 1954 | I Grosser Preis von Berlin       | Карл Клінг          | Мерседес      | Результат |
| 1937 | VI Avusrennen                    | Германн Ланг        | Мерседес-Бенц | Результат |
| 1935 | V Avusrennen                     | Луїджі Фаджіолі     | Мерседес      | Результат |
| 1934 | IV Avusrennen                    | Гай Молл            | Альфа Ромео   | Результат |
| 1933 | III Avusrennen                   | Акілле Варзі        | Бугатті       | Результат |
| 1932 | II Avusrennen                    | Манфред фон Браухіч | Мерседес-Бенц | Результат |
| 1931 | I Avusrennen                     | Рудольф Караччіола  | Мерседес-Бенц | Результат |
| 1926 | I Großer Preis von Deutschland   | Рудольф Караччіола  | Мерседес-Бенц | Результат |